# Aijia
Aijia är en köping i Kina. Den ligger i provinsen Hubei, i den centrala delen av landet, omkring 280 kilometer väster om provinshuvudstaden Wuhan. Antalet invånare är 8 348. Befolkningen består av 4 112 kvinnor och 4 236 män. Barn under 15 år utgör 10,0 %, vuxna 15-64 år 79 %, och äldre över 65 år 9,0 %.
Runt Aijia är det tätbefolkat, med 266 invånare per kvadratkilometer. Närmaste större samhälle är Yichang, 11,7 km nordväst om Aijia. I omgivningarna runt Aijia växer i huvudsak blandskog.
Genomsnittlig årsnederbörd är 1 331 millimeter. Den regnigaste månaden är maj, med i genomsnitt 206 mm nederbörd, och den torraste är december, med 14 mm nederbörd.